# Премия «Золотая малина» за восстановление репутации
Пре́мия «Золота́я мали́на» за восстановле́ние репута́ции (англ. The Razzie Redeemer Award) — специальная награда премии «Золотая малина», вручаемая одному из прошлых номинантов или лауреатов премии, который впоследствии «стал уважаемым артистом» и вернулся к успеху после критического и (или) коммерческого провала. Награда вручается с 2014 года.
Ниже представлен список лауреатов и номинантов награды, их «антизаслуг» и действий, восстановивших репутацию.

## Лауреаты и номинанты
| Лауреаты — выделены отдельным цветом. |

### 2014—2019
| За год | Церемония | Лауреаты и номинанты            | «Антизаслуги»                                                                                        | Причины восстановления                                                                                |
| ------ | --------- | ------------------------------- | --- | --- |
| 2014   | 35-я      | • Бен Аффлек                    | Двукратный лауреат премии за «Джильи»                                                                | «Оскар» за лучший фильм («Операция "Арго"»); восхвалённая роль в «Исчезнувшей»                        |
| 2014   | 35-я      | • Дженнифер Энистон             | Четырёхкратный номинант на премию                                                                    | Номинации на «Золотой глобус» и премию Гильдии киноактёров за лучшую женскую роль («Торт»)            |
| 2014   | 35-я      | • Майк Майерс                   | Двукратный лауреат премии за «Секс-гуру»                                                             | Режиссура документального фильма «Supermensch: The Legend of Shep Gordon»                             |
| 2014   | 35-я      | • Киану Ривз                    | Шестикратный номинант на премию                                                                      | Восторженные отзывы о «Джоне Уике»                                                                    |
| 2014   | 35-я      | • Кристен Стюарт                | Лауреат и двукратный номинант премии за фильмы саги «Сумерки»                                        | Восхвалённая игра в артхаусной драме «Лагерь X-Ray»                                                   |
| 2015   | 36-я      | • Сильвестр Сталлоне            | Худший актёр XX века по версии премии                                                                | «Золотой глобус» и номинация на «Оскар» за лучшую мужскую роль второго плана («Крид: Наследие Рокки») |
| 2015   | 36-я      | • Элизабет Бэнкс                | Лауреат премии за худшую режиссуру («Муви 43»)                                                       | Режиссура комедийного хита «Идеальный голос 2»                                                        |
| 2015   | 36-я      | • М. Найт Шьямалан              | Двукратный лауреат и четырёхкратный номинант премии                                                  | Режиссура хитового фильма ужасов «Визит»                                                              |
| 2015   | 36-я      | • Уилл Смит                     | Двукратный лауреат премии за «После нашей эры»                                                       | Восхвалённая роль в «Защитнике»                                                                       |
| 2016   | 37-я      | • Мел Гибсон                    | Номинация за худшую мужскую роль второго плана («Неудержимые 3»)                                     | Номинации на «Оскар» и «Золотой глобус» за лучшую режиссуру («По соображениям совести»)               |
| 2017   | 38-я      | • «Безопасная гавань Голливуда» | «История достойного «Золотой малины» поведения, неподходящего для киноиндустрии»                     | «Там, где талант защищён, взращён и ему позволено процветать с надлежащей компенсацией»               |
| 2018   | 39-я      | • Мелисса Маккарти              | Лауреат премии за худшую женскую роль («Игрушки для взрослых»)                                       | Номинация на «Оскар» за «Сможете ли вы меня простить?»                                                |
| 2018   | 39-я      | • Питер Фарелли                 | Лауреат премии за худшую режиссуру («Муви 43»), а также номинант на другие премии                    | «Зелёная книга» (в качестве режиссёра и одного из авторов сценария)                                   |
| 2018   | 39-я      | • Тайлер Перри                  | Лауреат премии и номинант за участие в фильмах Мадеы                                                 | «Власть»                                                                                              |
| 2018   | 39-я      | • Трансформеры                  | «Целая металлическая груда фильмов под "Золотую малину"»                                             | «Более простодушный и привлекательный трёхмерный подход, применённый для Бамблби»                     |
| 2018   | 39-я      | • Sony Pictures Animation       | Фильмы студии, в частности «Эмоджи фильм», многократно номинировались и побеждали в «Золотой малине» | «Человек-паук: Через вселенные»                                                                       |
| 2019   | 40-я      | • Эдди Мерфи                    | Трёхкратный лауреат премии за «Уловки Норбита» и худший актёр десятилетия 2000—2010 по версии премии | «Меня зовут Долемайт» за пародию на самого себя                                                       |
| 2019   | 40-я      | • Киану Ривз                    | Девятикратный номинант на премию                                                                     | «Джон Уик 3» и «История игрушек 4»                                                                    |
| 2019   | 40-я      | • Адам Сэндлер                  | Трехкратный лауреат премии за «Такие разные близнецы»                                                | «Неогранённые драгоценности»                                                                          |
| 2019   | 40-я      | • Дженнифер Лопес               | Двукратный лауреат премии за «Джильи»                                                                | «Стриптизёрши»                                                                                        |
| 2019   | 40-я      | • Уилл Смит                     | Двукратный лауреат премии за «Дикий, дикий Вест» и двукратный лауреат за «После нашей эры»           | «Аладдин»                                                                                             |

### 2021—2030
| За год | Церемония | Лауреаты и номинанты | «Антизаслуги»                                                                              | Причины восстановления                                                                                               |
| ------ | --------- | -------------------- | ------------------------------------------------------------------------------------------ | --- |
| 2021   | 42-я      | • Уилл Смит          | Двукратный лауреат премии за «Дикий, дикий Вест» и двукратный лауреат за «После нашей эры» | «Оскар» за лучшую мужскую роль в фильме «Король Ричард»                                                              |
| 2021   | 42-я      | • Джейми Дорнан      | Лауреат премии за «Пятьдесят оттенков серого»                                              | Номинации на «Золотой глобус» за лучшего актёра второго плана в фильме «Белфаст»                                     |
| 2021   | 42-я      | • Николас Кейдж      | Девятикратный номинант на премию                                                           | «Свинья» |
| 2022   | 43-я      | • Колин Фаррелл      | Номинант на премию за фильм «Александр»                                                    | Номинация на премию «Оскар» за лучшую мужскую роль в фильме «Банши Инишерина»                                        |
| 2022   | 43-я      | • Вэл Килмер         | «Остров доктора Моро»                                                                      | «Вэл» |
| 2022   | 43-я      | • Марк Уолберг       | «Трансформеры: Последний рыцарь»                                                           | «Отец Стю» |
| 2023   | 44-я      | • Фрэн Дрешер        | Номинант на премию за фильм «Парикмахерша и чудовище»                                      | Великолепное лидерство в гильдии актёров в период успешно завершившейся продолжительной забастовки                   |
| 2024   | 45-я      | • Памела Андерсон    | Троекратный номинант на премию                                                             | «Шоугёрл» |
| 2024   | 45-я      | • Деми Мур           | Шестикратный номинант на премию                                                            | «Золотой глобус», премия Гильдии киноактёров США и номинация на «Оскар» за лучшую женскую роль в фильме «Субстанция» |
| 2024   | 45-я      | • Меган Фокс         | Пятикратный номинант на премию                                                             | «Меган: К вашим услугам»                                                                                             |

В 2015 году лауреат премии был выбран аудиторией сайта Rotten Tomatoes. В 2017 году номинанты не объявлялись и премия сразу была вручена лауреату.